# IX distrito de París
El IX distrito de París (9.° distrito de París), también conocido como distrito de la Ópera, es uno de los veinte distritos de los que se compone la capital francesa. Está situado en la orilla derecha del río Sena. 
En este distrito se encuentra la Ópera Garnier y el famoso cabaret Folies Bergère. Es una zona comercial que acoge las Galeries Lafayette y Printemps, dos de los mayores grandes almacenes de la capital.

## Administración

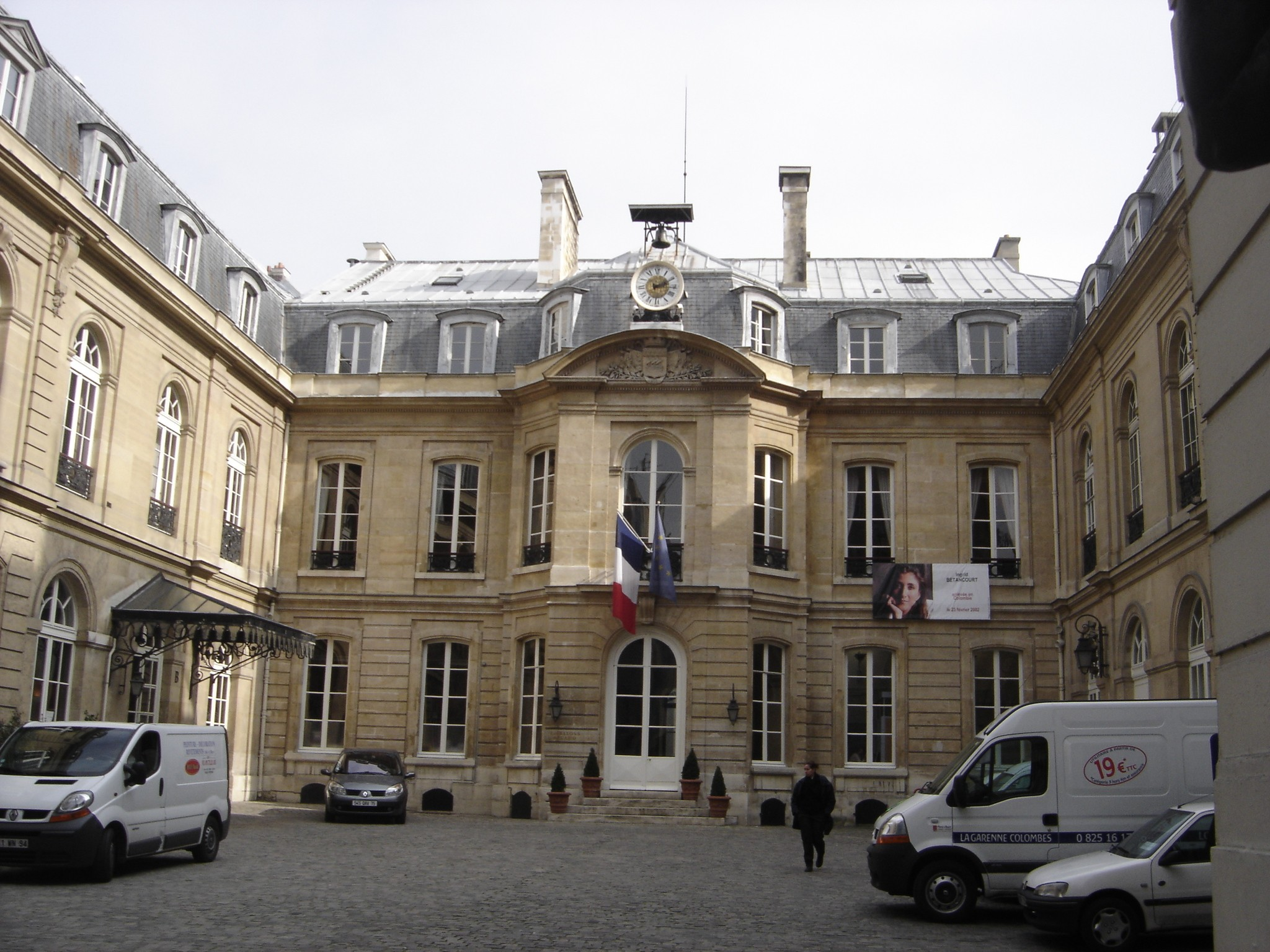
La alcaldía del IX Distrito.

El distrito está dividido en cuatro barrios:
- Barrio Saint-Georges
- Barrio de la Chaussée-d'Antin
- Barrio del Faubourg-Montmartre
- Barrio de Rochechouart

Su alcaldesa actual es Delphini Burkli, elegida en 2014. 

## Demografía
El distrito contaba en el último censo de 1999 con 55 838 habitantes sobre una superficie de 218 hectáreas, lo que representa una densidad de 25 614 hab/km².
| Año (censo nacional)     | Población | Densidad (hab. por km²) |
| ------------------------ | --------- | ----------------------- |
| 1872                     | 103 767   | 47 600                  |
| 1901 (pico de población) | 124 011   | 56 912                  |
| 1954                     | 102 287   | 46 921                  |
| 1962                     | 94 094    | 43 182                  |
| 1968                     | 84 969    | 38 994                  |
| 1975                     | 70 270    | 32 249                  |
| 1982                     | 64 134    | 29 433                  |
| 1990                     | 58 019    | 26 626                  |
| 1999                     | 55 838    | 25 614                  |

## Lugares de interés

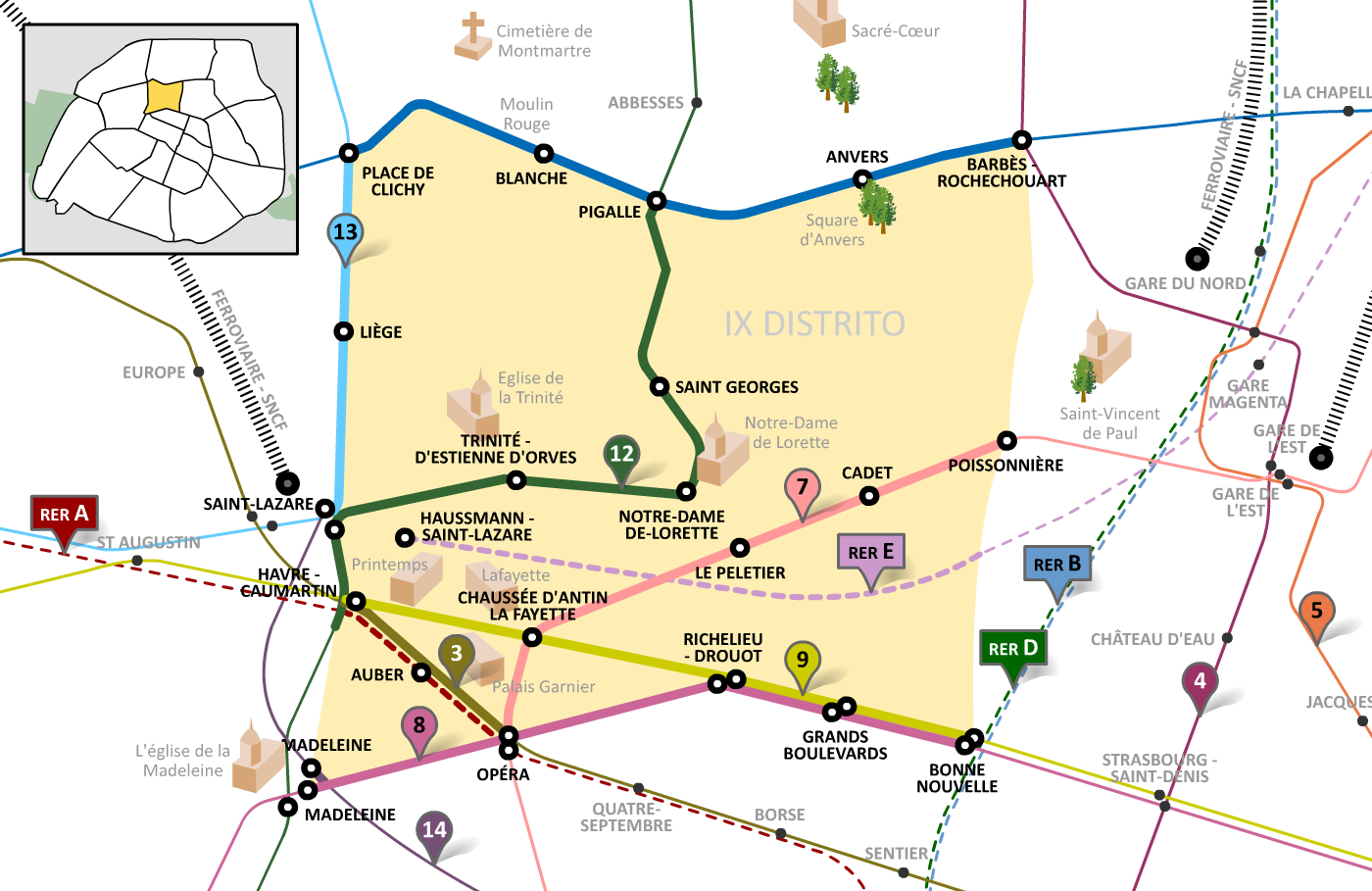
Mapa del Metro y del RER del IX Distrito.

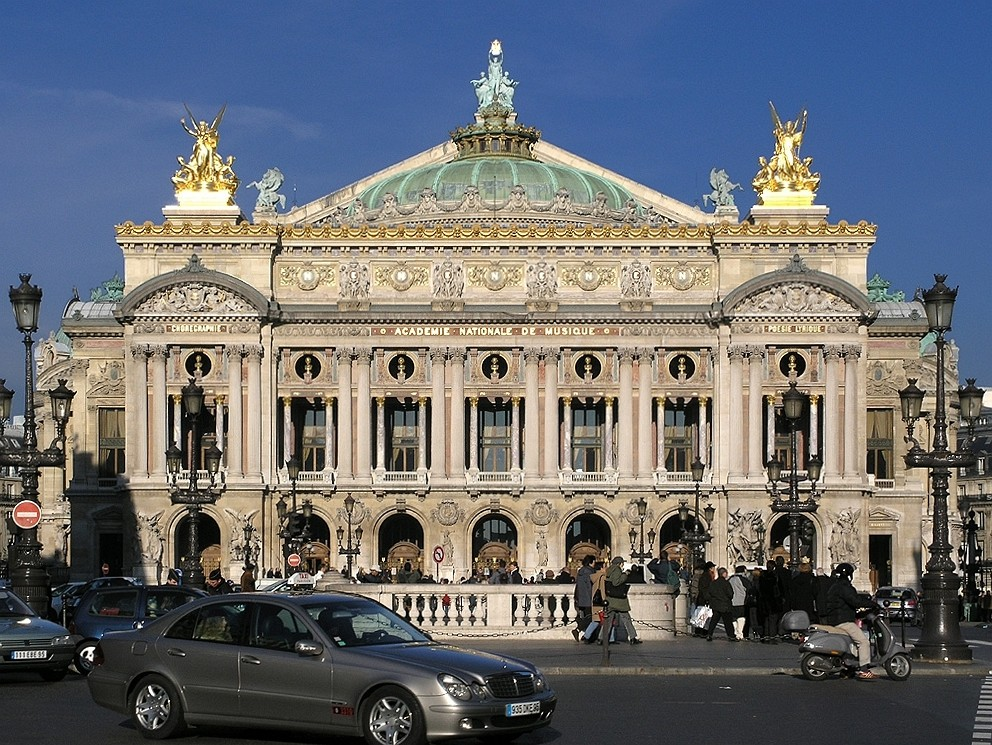
Ópera Garnier.

- Grandes almacenes:
  - Galeries Lafayette
  - Printemps

- Monumentos:
  - Ópera Garnier
  - Iglesia de la Santa Trinidad

- Museos:
  - Museo Grévin

- Salas de espectáculos y cabarets:
  - Folies Bergère
  - Olympia

- Sala de subastas:
  - Hotel Drouot

## Principales calles
- Bulevar Haussmann
- Bulevar de las Capuchinas
- Calle de la Chaussée-d'Antin